# Cil·lene (mitologia)
Cil·lene (en grec antic Κυλλήνη), va ser, segons la mitologia grega, una nimfa d'Arcàdia, considerada tan aviat l'esposa com la mare de Licàon.
En el segon cas, està casada amb Pelasg, l'epònim del poble dels pelasgs. Dona nom al mont Cil·lene, on, segons s'explica, va néixer Hermes. De vegades es diu que Cil·lene va criar aquest déu quan era nen.